# Чукрак
Чукрак (укр. Чукрак; также Чокрак) — река в Черниговском районе Запорожской области, левый приток реки Юшанлы.
Длина реки 10 км. Площадь водосборного бассейна 46 км². Уклон 5,5 м/км.
Река начинается у села Ильино и протекает через сёла Александровка и Калиновка. Впадает в Юшанлы в 59 км от устья последней, у села Калиновка.
В Александровке и Калиновке река перекрыта дамбами и образует пруды.